# Cofradía de Acuitapilco
Cofradía de Acuitapilco är en ort i Mexiko.   Den ligger i kommunen Santa María del Oro och delstaten Nayarit, i den centrala delen av landet, 600 km väster om huvudstaden Mexico City. Cofradía de Acuitapilco ligger 774 meter över havet och antalet invånare är 519.
Terrängen runt Cofradía de Acuitapilco är kuperad åt sydväst, men åt nordost är den bergig. Cofradía de Acuitapilco ligger nere i en dal. Runt Cofradía de Acuitapilco är det ganska glesbefolkat, med 24 invånare per kvadratkilometer. Närmaste större samhälle är Santa María del Oro, 6,5 km väster om Cofradía de Acuitapilco. I omgivningarna runt Cofradía de Acuitapilco växer huvudsakligen savannskog.